# Federico Sanseverino
Federico Sanseverino (Napels, 1475/1477 – Rome, 7 augustus 1516) was een kardinaal van de Rooms-Katholieke Kerk.

## Biografie
Federico was de zoon van hertog Roberto di Sanseverino d’Aragona en zijn tweede vrouw Elisabetta da Montefeltro. Zijn vader was een generaal van het pauselijk leger, waaraan Federico zijn benoeming tot kardinaal te danken had. Al op 9 maart 1489, nog geen 14 jaar oud, werd Federico in pectore verheven door paus Innocentius VIII. Door de dood van de pontifex werd zijn naam pas op 26 juli 1492 tijdens de sedisvacatie gepubliceerd en werd hij kardinaal-diaken van San Teodoro.
Federico’s naam is verbonden met de groep opstandige kardinalen tijdens het pontificaat van paus Julius II, die met steun van de Franse koning een concilie in Pisa (1511) bijeenriepen om de paus ter verantwoording te roepen met betrekking tot zijn voornemen om de Fransen uit de Noord-Italiaanse gebieden te verdrijven. Julius II, die hem in juni 1510 gedreigd had met opsluiting in de Engelenburcht als hij geen afstand zou nemen van zijn standpunten inzake Pisa, nam Federico op 30 januari 1512 het kardinaalschap af evenals al zijn beneficiën, omdat Federico bleef volharden.
Van koning Lodewijk XII van Frankrijk had Federico inmiddels de toezegging gekregen, dat hij gouverneur zou worden van de Kerkelijke Staat nadat Julius II afgezet zou zijn. Het plan zou echter mislukken.
Omdat hij geen kardinaalstitel bezat, nam Federico niet deel aan het conclaaf van 1513 waarin paus Leo X gekozen werd. De nieuwe paus liet Federico in Florence arresteren en zegde hem toe hem te vergeven indien hij tot inkeer zou komen. Op 17 juni 1513 veroordeelde Federico het schismatische concilie en onderwierp zich aan het pauselijk gezag. Hierdoor verkreeg hij zijn kardinaalstitel terug en slaagde erin de jaren daarop enkele van zijn verloren gegane beneficiën terug te krijgen.
De beschuldiging dat een van zijn medewerkers een pauselijke bewaker vermoord zou hebben, resulteerde erin dat Federico door paus Leo X opnieuw werd opgesloten in de Engelenburcht, zij het voor één dag, omdat de paus de aanklacht als ongegrond verklaarde.
Federico Sanseverino overleed op 7 augustus 1516 en werd begraven in de Santa Maria in Aracoeli in Rome.

## Bron
- (en) Sanseverino

- Gemeinsame Normdatei: 129067954
- International Standard Name Identifier: 0000 0004 1635 5017
- Library of Congress Control Number: no2006099565
- Virtual International Authority File: 304921012
- WorldCat: E39PCjvmvyy38gYVQj8YHGw7Xm